# Status Quo
Status Quo és una formació britànica de rock fundada a Londres el 1962, pel vocalista i guitarrista Francis Rossi i pel baixista Alan Lancaster. En el segon semestre de 1967 Rick Parfitt va ingressar a la formació com a guitarrista rítmic i ocasionalment cantant i després d'alguns canvis en la seva alineació i després de presentar-se amb diferents noms, la formació va debutar discogràficament com a Status Quo el 1968 amb el senzill Pictures of Matchstick Men.
Durant les primeres produccions, el so estava més lligat al rock, beat i rock psicodèlic, però des de la dècada de 1970 van canviar l'estil cap al rock dur, però sobretot al boogie rock. El 1981 el baterista John Coghlan va renunciar a la formació i aquest fet va posar fi a la clàssica alineació anomenada per la premsa com The Frantic Four. Durant la segona meitat dels vuitanta i després de l'arribada de John Edwards i Jeff Rich, en reemplaçament de Lancaster i de Pete Kircher respectivament, la formació va adoptar elements del pop rock als seus discos «Ain't Complaining»(1988) i «Perfect Remedy»(1989), que els va significar ser criticats tant per la premsa anglesa com pels seus fanàtics. Des de la dècada de 1990 han publicat una desena d'àlbums amb el seu so característic com també algunes produccions de versions a altres artistes, però els problemes de salut de Rick Parfitt van causar que en els últims anys alguns dels concerts fossin cancel·lats.
D'altra banda, al llarg de la seva carrera han rebut diversos premis i condecoracions com el Silver Clef Award (1981), brit awards (1991), World Music Award (1991) i UK Festival Award (2005), entre d'altres. Fins i tot l'organització anglesa PRS for Music els va escollir com la formació britànica més reeixida per dos anys consecutius, el 2008 i 2009 i la formació amb la major quantitat d'aparicions al programa Top of the Pops, amb 106 presentacions des de 1968. A més a més, fins al 2006 es va estimar que havien fet més de 7000 concerts en viu i havien posicionat 67 senzills i 40 àlbums a la llista britànica, durant cinc dècades consecutives.
Status Quo és considerada una de les bandes més reeixides del Regne Unit, les vendes de les quals fluctuen entre els 118 i 120 milions de còpies venudes arreu del món.

## Història

### 1962–1968: i primers anys

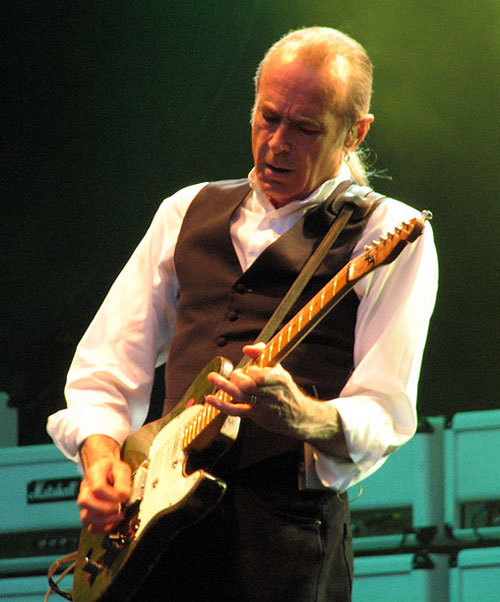
Francis Rossi el 2007, un dels fundadors de Status Quo.

La formació es va fundar el 1962 pel vocalista i guitarrista Francis Rossi i pel baixista Alan Lancaster mentre estudiaven a l'escola Sedgehill Comprehensive de Catford al sud-est de Londres. Per completar la formació se'ls va unir els seus companys de curs Alan Key a la bateria i Jess Jaworski als teclats i es van batejar originalment com The Scorpions. Al cap de pocs mesos després Key va ser reemplaçat per John Coghlan i el seu nom va canviar a The Spectres, el primer concert que van fer es va realitzar al Samuel Jones Sports Club de Dulwich, al sud de Londres.Des de llavors, van tocar en petits esdeveniments versionant artistes de l'època i tocant algunes composicions de Rossi encara que sense la participació de Jaworski, ja que va ser reemplaçat per Roy Lynes. El 1965, mentre donaven un xou en un campament d'estiu a prop de Minehead, van conèixer el guitarrista Rick Parfitt que llavors tocava a la formació The Highlights sota el pseudònim de Rick Harrison.
El 18 de juliol de 1966 van signar un contracte amb Piccadilly Records, una subsidiària de Pye Records amb què van llançar els primers senzills; «I (Who Have Nothing)» i «Hurdy Gurdy Man» el mateix any, i el 1967 van publicar «(We Ain't Got) Nothing Yet »—original dels novaiorquesos Blue Magoos— que no van aconseguir una repercussió a la llista britànica.

### 1968–1970: «Pictures of  Matchstick Men»i anys psicodèlics
El 1967 van canviar novament el nom, aquesta vegada a Traffic Jam i van posar a la venda el senzill «Almost But Not Quite There», que no va obtenir resultats comercials favorables. Durant aquell mateix temps van, tenir una discussió per l'ús del nom amb Steve Winwood de Traffic, ja que el cantant va afirmar que l'havia inscrit primer i això podria causar una confusió a l'escena musical britànica. D'altra banda, al segon semestre de 1967, Rick Parfitt va renunciar al seu antic grup i s'incorporà a la formació com a guitarrista rítmic i de vegades com a cantant. Amb la seva arribada van canviar de nou el nom a Status Quo — amb la idea que no els confonguessin amb Traffic — que d'acord amb ells mateixos, era un nom més fàcil perquè la gent els recordés.
El primer enregistrament com Status Quo va ser el senzill «Pictures of Matchstick Men», que va aconseguir el setè lloc a la llista UK Singles Chart i va aconseguir el lloc 12 al Billboard Hot 100 dels Estats Units, sent des de llavors el seu únic èxit en el país nord-americà. Addicional a això, es va convertir en un dels senzills més reeixits de 1968 amb diverses vendes per diversos països del món, entre ells Argentina, Brasil, Canadà, Alemanya, Suïssa, Països Baixos, Suècia, Sud-àfrica i Austràlia. Mesos més tard van publicar el seu àlbum debut «Picturesque Matchstickable Messages from the Status Quo», el so del qual estava més orientat cap al rock psicodèlic. D'ell es van extreure alguns senzills promocionals, dels quals va destacar «Ice in the Sun» que es va posicionar al vuitè lloc del recompte britànic de senzills. Durant la petita gira promocional, va ingressar com a roadie l'anglès Bob Young, que anys més tarda arribaria a ser un dels principals coescriptors de les cançons de la formació.
A l'any següent van publicar «Spare Parts», que va rebre nul·la atenció als mercats i que a més va ser criticat pel seu pèssim resultat musical en comparació del seu disc debut. En no obtenir una recepció comercial favorable, molts crítics els van denominar llavors com una formació one-hit wonder. Després de les crítiques, van decidir abandonar les arrels psicodèliques per acostar-se cap al hard rock i sobretot al boogie rock i fins i tot van canviar la seva manera de vestir, per utilitzar roba de denim i camises que va arribar a ser una de les seves marques registrades durant la dècada dels setanta. A l'agost de 1970 va aparèixer al mercat «Ma Kelly's Greasy Spoon», que a pesar de tenir un so més pesat que el disc anterior, potser va rebre poca atenció al Regne Unit. Tot i així el seu senzill promocional «Down the Dustpipe» va ingressar entre els quinze més venuts de la llista britànica. A finals del mateix any el teclista Roy Lynes va anunciar el seu retir del grup, que anys més tard es va saber que va renunciar perquè no se sentia còmode amb la vida de famós. Al novembre de 1971 va aparèixer el seu quart àlbum d'estudi «Dog of Two Head», que d'acord amb el lloc Allmusic és considerat com el treball seminal del seu característic so.

### 1970–1979: «Piledriver»i «Rockin' All Over The World»

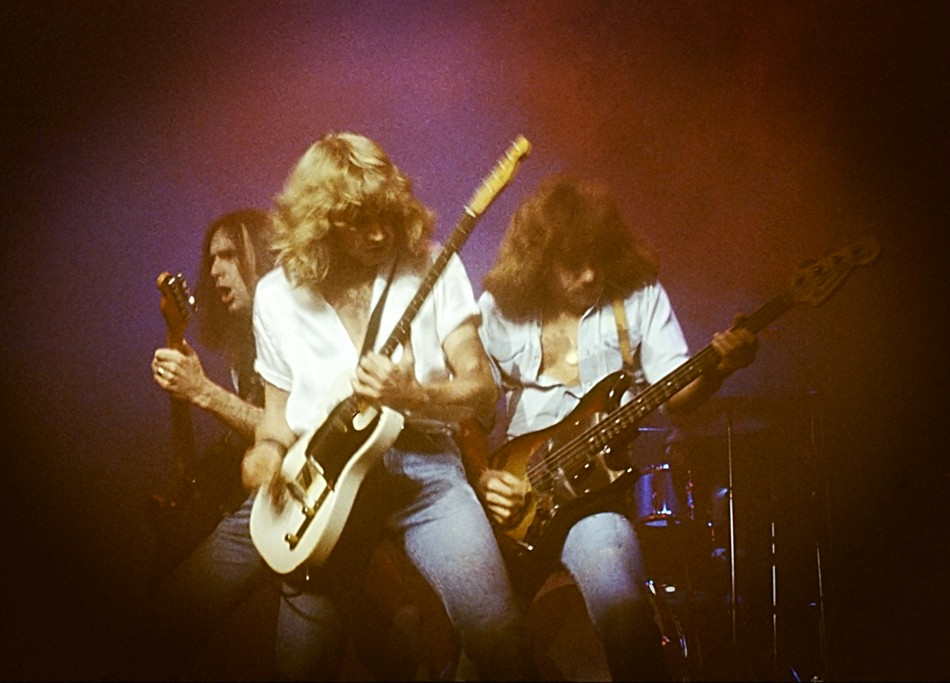
Status Quo al Hammersmith Odeon, Londres (1978)

Després de participar al Festival de Reading l'agost de 1972, la presentació va cridar l'atenció dels directius de Vertigo Records que els van donar un nou contracte discogràfic que els donava un major recolzament comercial que con Pye Records. El seu primer llançament amb Vertigo va ser el senzill ««Paper Plane»», que va aconseguir la vuitena posició al Regne Unit, i que a més va servir de preludi per al disc «Piledriver», considerat com l'àlbum que va definir per complet el so de la formació; una fluctuació entre hard rock i boogie rock ja que va assolir el lloc 5 sols dies després de la seva publicació. A l'any següent, «Hello!» es va convertir en el seu primer disc en ser certificat amb disc d'or per la British Phonographic Industry, va vendre més de 100.000 còpies i a més va ser el primer en arribar all primer lloc al Regne Unit. El 1974 la sèptima producció d'estudi Quo va ser rebuda amb un èxit semblant i a més va tenir bones crítiques a la premsa especialitzada.
El novembre de 1974 va publicar el senzill «Down Down», que va registrar el primer lloc al Regne Unit i va servir de promoció per a la discoteca “On the Level”, que va sortir a la venda el febrer de 1975 i que es va convertir en una de les seves produccions de més èxit dels anys setanta. En 1976 van ser convidats a realitzar una versió de «Getting Better» dels seus compatriotes The Beatles, per al documental musical «All This and World War II». En aquell mateix any també van publicar «Blue for You», que va arribar a ser la seva tercera producció en aconseguir el lloc número 1 al seu propi país. Durant la respectiva gira, es va registrar material per al seu primer disc en directe titulat simplement «Live!», l'enregistrament del qual va tenir lloc els dies 27 i 29 de setembre de 1976 a l'Apollo Theatre de Glasgow. Es pot esmentar que durant aquesta gira va entrar com a membre actiu del grup el teclista Andy Bown, que abans havia participat com a músic de sessió i «Hello!»l'any 1973.
Per aquell mateix temps, la formació va signar un contracte publicitari amb la marca Levi Strauss & Co., on centenars de cartells estaven localitzats a diverses ciutats britàniques mostrant als membres del grup utilitzant els seus respectius texans. Aquest fet va convertir a Status Quo en un dels primers grups de rock i aconseguir contractes amb grans marques alienes a l'escena musical. El novembre de 1977 va sortir a la venda «Rockin' All Over the World», que es va convertir en un dels seus àlbums més venuts al món amb més de set milions de còpies comercialitzades fins al 1997. Un any més tard llançen «If You Can't Stand the Heat», que va mantenir l'èxit comercial dels seus predecessors ja que es va situar entre els top 20 de diversos països europeus. L'octubre de 1979 van publicar el 12è àlbum d'estudi, «Whatever You Want», que, com era d'esperar, va tenir un gran èxit al Regne Unit i va arribar al tercer lloc de la llista anglesa i sols en un parell de dies va rebre una disc d'or al seu propi país.

### 1981–1991: canvis de formació, «Live Aid» i «In The Army Now»

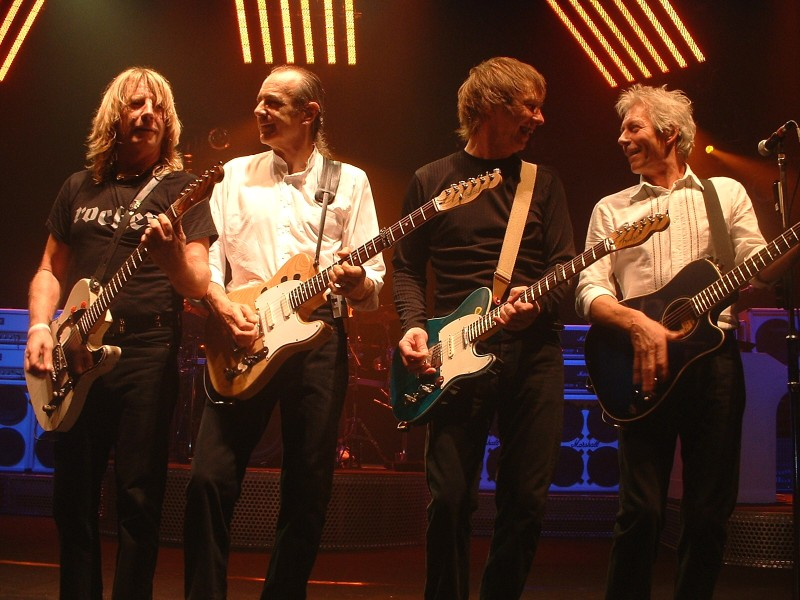
Status Quo a l'escenari del Colston Hall de Bristol el 15 de novembre de 2005 (d'esquerra a dreta: Rick Parfitt, Francis Rossi, John 'Rhino' Edwards i Andrew Bown).

Amb l'arribada dels anys 1980 i amb la publicació de «Just Supposin» i «Never Too Late», la formació va decidir donar un canvi en el seu so, allunyant-se del hard rock cap i anant cap a un rock més comercial i fins i tot van adoptar alguns elements de la new wave. Tot i això van aconseguir mantenir l'èxit al seu propi país, ja que tots dos àlbums es van posicionar als top 5 de les llistes angleses. En aquell moment van començar a aparèixer les primeres friccions dels membres de la formació, que agreujat per un excessiu consum de cocaïna i altres drogues, va comportar la fi de la clàssica formació anomenada The Frantic Four. Aquestes tensions van significar la renúncia del bateria John Coghlan a finals de 1981 per enfocar-se en la seva formació Diesel que havia format el 1977. Per reemplaçar-lo van contractar Pete Kircher, conegut al Regne Unit com a bateri de Honeybus l'entrada del qual va passar només setmanes abans de l'enregistrament de l'àlbum «1+9+8+2». Amb el quinzè disc d'estudi, van commemorar els primers 20 anys des que Rossi i Lancaster van fundar el grup i que a més va aconseguir molt bons resultats a les llistes musicals ja que es va convertir en el seu quart i fins ara darrer treball a obtenir el primer lloc de la llista britànica.
El 1982 van ser convidats per tocar en un esdeveniment benèfic de la fundació The Prince's Trust, creat pel a les hores príncep Carles. Aquesta presentació es va realitzar al National Exhibition Centre de Birmingham, la gala va ser enregistrada i posteriorment llançada com a àlbum en viu sota el nom de Live at the N.E.C.. El 1983 van publicar «Back to Back», que es va convertir en l'últim treball amb la participació de Lancaster i Kircher ja que després de la gira promocional tots dos van anunciar que es retiraven. A finals de 1984, mentre la formació passava per un període d'inactivitat, Bob Geldof va convidar Rossi i Parfitt per col·laborar amb altres artistes musicals en el projecte Band Aid, on van enregistrar el senzill «Do They Know It's Christmas?», els guanys del qual van ser en ajuda a les persones que patien fam a Àfrica.
El juliol de 1985, i com a participació especial, Lancaster i Kircher es van reunir amb la resta del grup per tocar al concert Live Aid, que es va celebrar a l'Estadi de Wembley de Londres. A principis de 1986, van anunciar a John Edwards i Jeff Rich com a nous integrants en reemplaçament de Lancaster i Kircher, respectivament. Un dels seus primers concerts amb aquesta nova alineació, es va celebrar l'11 i 12 de juliol de 1986 a Londres com a teloners dels Queen, mateixes presentacions on van gravar el «Queen at Wembley» i que va iniciar una sèrie de concerts per Europa com a formació suport dels britànics.
A finals d'agost del mateix any, van publicar «In the Army Now» que va aconseguir un rellevant èxit a causa de la promoció de tres senzills, dels quals va destacar la cançó homònima. Aquest tema va aconseguir gran acceptació a diversos països europeus i fins i tot el seu significat va revolucionar els joves soviètics que la van utilitzar com a himne davant la rígida política d'aquell país. Això va provocar que quan la formació es va presentar al país el 1988 —durant 14 nits a l'Estadi Olimpiski de Moscou— les autoritats soviètiques van controlar cadascun dels seus concerts, davant la possible revolució dels joves moscovites.
Abans de finalitzar la dècada van publicar els discos «Ain't Complaining» el 1988 i «Perfect Remedy» el 1989, que van destacar per incloure alguns elements del pop rock. Aquesta adopció musical els va significar una varietat de crítiques tant per la premsa especialitzada com pels seus fanàtics, i a més una escassa atenció a les llistes musicals d'Europa.

### 1991–2000: «Rock 'Til You Drop»i gires

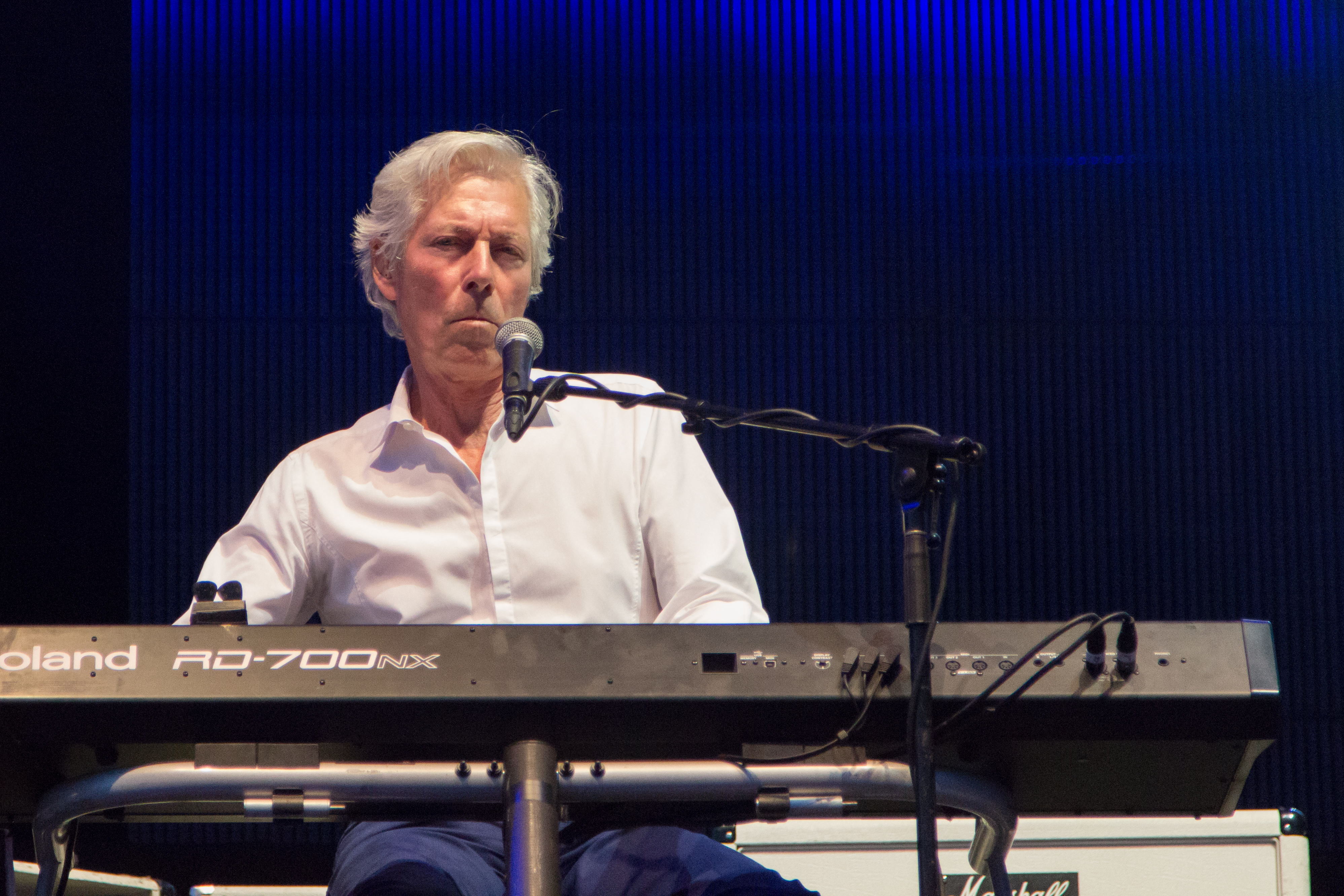
Andy Bown que va ingressar el 1976, és l'únic multiinstrumentista de la formació.

Després d'experimentar amb alguns tocs del pop rock, el 1991 van tornar en gran part al seu clàssic so amb el disc «Rock 'til You Drop», que els va posicionar de nou als top 10 de la llista musical britànica. En aquell mateix any van ser condecorats amb el premi Brit Awards per la seva destacada contribució a la música britànica i van rebre el World Music Awards, per superar els 100 milions de còpies venudes al món. El 21 de setembre de 1991 i com a part de la gira promocional del seu vintè treball, van fer quatre concerts a quatre ciutats de Gran Bretanya (Sheffield, Glasgow, Birmingham i Wembley) en tan sols 11 hores amb 11 minuts, que va marcar un rècord mundial, reconegut fins i tot pel Llibre Guinness.
Tres anys més tard van signar amb Polydor Records i van publicar l'agost del 1994, «Thirsty Work», que d'acord amb el crític David Roberts: «va revelar un so més alternatiu i lleuger a la seva carrera». El 1996 van posar a la venda el seu primer àlbum de covers «Don't Stop», que va incloure versions de Fleetwood Mac, The Beach Boys, Robert Palmer i The Beatles, entre d'altres, i que els va brindar un gran èxit comercial al seu propi país. Durant la respectiva gira promocional, Rick Parfitt va ser intervingut d'una quàdruple cirurgia de by-pass que va ser un èxit però el va mantenir lluny de la música per una mica més de tres mesos. Ja a finals de la dècada van signar amb Eagle Records per publicar a 1999 l'àlbum «Under the Influence».
A principis del 2000 van signar amb Universal Music i pocs mesos després van llançar el seu segon àlbum de covers, «Famous in the Last Century», que va incloure versions de Chuck Berry, Elvis Presley i Buddy Holly, entre d'altres. Després de la gira promocional, Jeff Rich va renunciar a l'agrupació per passar més temps amb la seva família i va ser substituït per l'anglès Matt Letley, conegut per ser músic de sessió d'artistes com Bob Geldof, Vanessa Mae i Kim Wilde. Per aquell mateix temps, Andy Bown es va prendre un any de descans a causa de la mort de la seva dona, per la qual cosa durant algunes presentacions va ser reemplaçat per Paul Hirsh, exintegrant de Voyager.

### 2001-2009: «Heavy Traffic»i fundació deFourth Chord Records

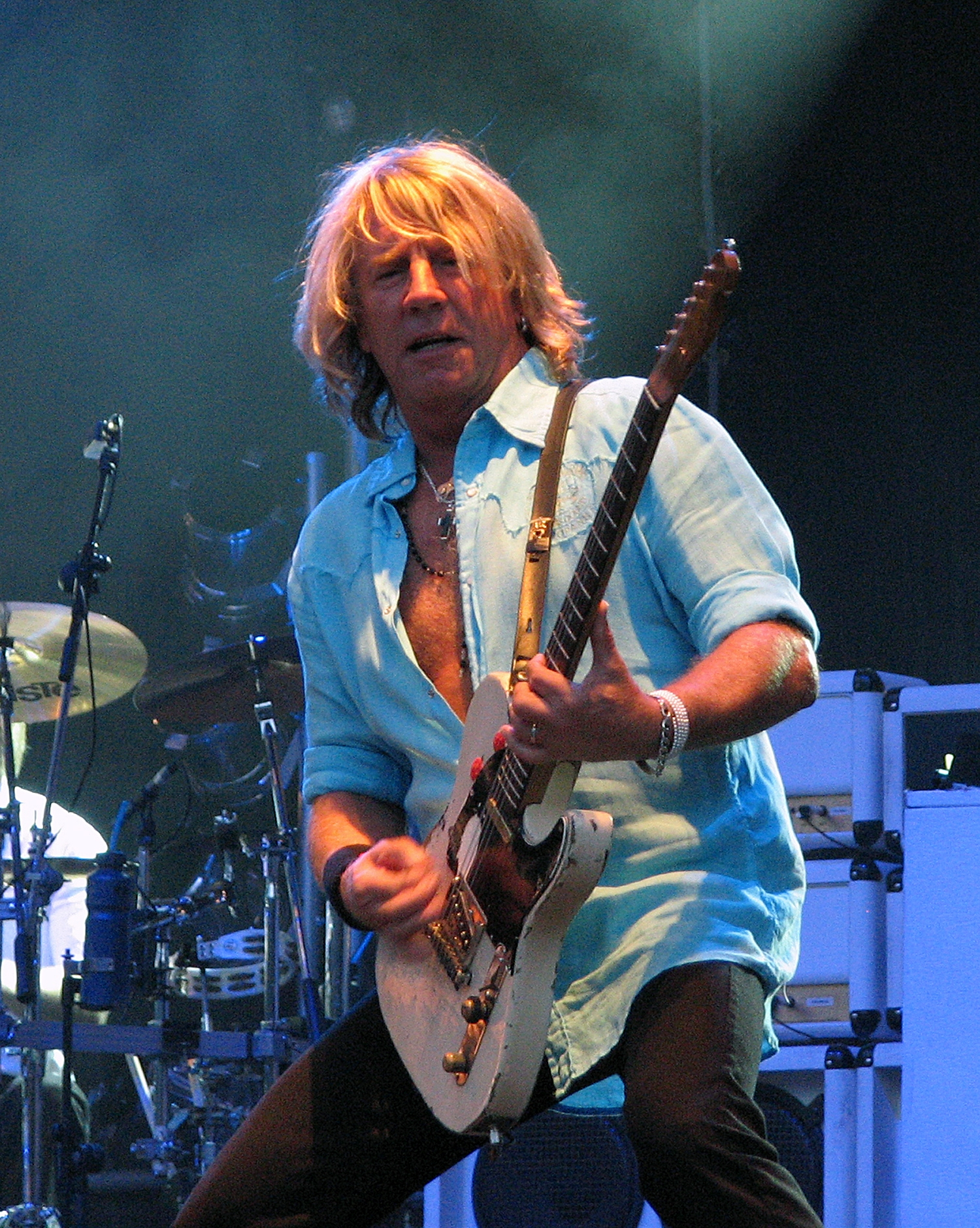
Rick Parfitt (18 de juliol de 2007) a Brunnsparken, Örebro, Suècia

El 2002 van llançar «Heavy Traffic», que va rebre crítiques molt positives ja que en la gran majoria de les ressenyes es va esmentar que el grup havia recuperat l'essència dels àlbums dels setanta. A l'any següent van posar a la venda «Riffs», disc que va incloure onze covers d'altres agrupacions i quatre reenregistraments dels seus propis èxits com ara «Whatever You Want» i «Caroline». Al setembre de 2005 van publicar «The Party Ain't Over Yet», la gira promocional del qual es va cancel·lar dos mesos després a causa que a Rick Parfitt se li va diagnosticar càncer de gola. Després de diversos exàmens es va descobrir que era benigne i li va ser eliminat en la seva totalitat.
Al maig de 2006 Parfitt va tornar a la formació completament sa, la primera presentació del qual es va realitzar al National Exhibition Centre de Birmingham — que es va convertir al seu torn en el xou número 40 en aquest recinte — on a més es va enregistrar el DVD, «Just Doin' It - Live». L'1 de juliol de 2007 van ser un dels artistes que van tocar al concert Concert for Diana a l'Estadi de Wembley davant més de 63 000 persones, esdeveniment commemoratiu per commemorar el quaranta-sisè aniversari de la mort de Diana de Gal·les. En el mateix any, van fundar el seu propi segell discogràfic Fourth Chord Records, amb el qual van publicar el 28è àlbum d'estudi «In Search of the Fourth Chord», que va rebre un relatiu èxit al seu propi país i que va ser promocionat amb una extensa gira per Europa fins a mitjans de 2008.
En finalitzar la gira «In Search of the Fourth Chord Tour», van participar amb la formació alemanya de música techno Scooter per regarabar el seu clàssic «Whatever You Want» en versió jumpstyle, que va ser publicat com a senzill sota el títol de «Jump That Rock (Whatever You Want)». Al desembre de 2008 van llançar el seu primer senzill nadalenc «It's Christmas Time» com a pista exclusiva de l'àlbum recopilatori «Pictures - 40 Years of Hits», que va aconseguir el lloc 40 als UK Singles Chart.

### 2010 en endavant i les gires de reunió dels Frantic Four

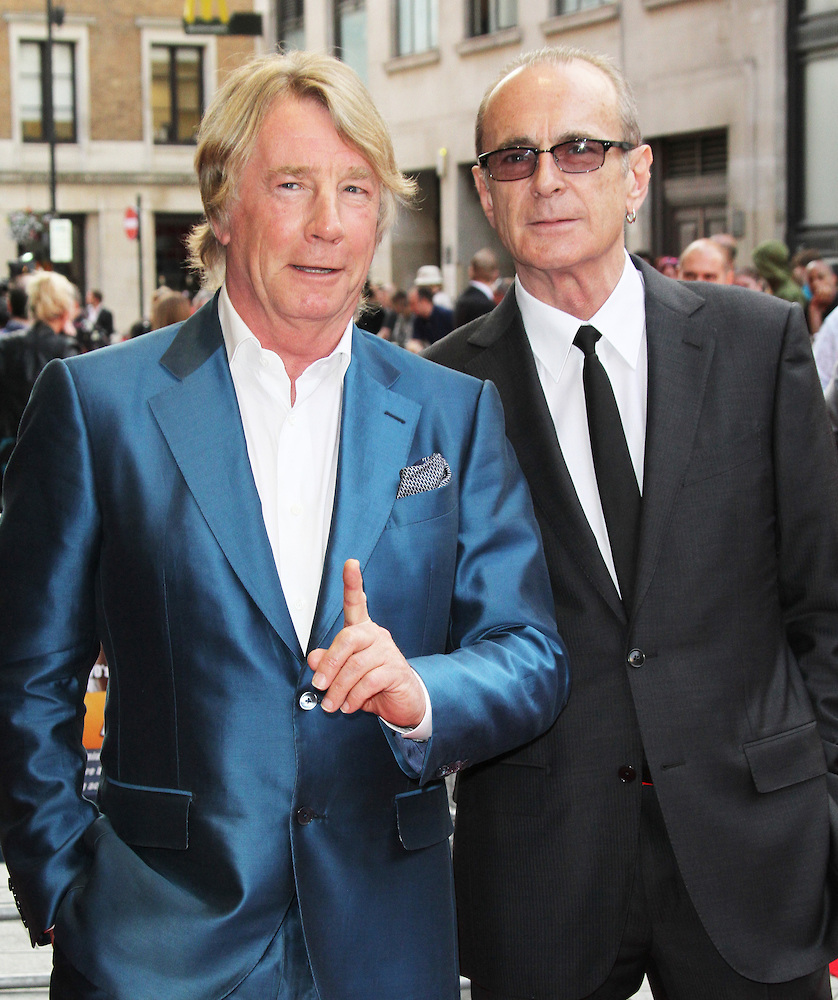
Rick Parfitt i Francis Rossi en la preestrena de la pel·lícula Bula Quo!.

A principis de 2010, Rossi i Parfitt van ser condecorats com a Oficials de l'Ordre de l'Imperi Britànic pels serveis a la música i per l'activa participació en organitzacions de caritat com The Prince's Trust, British Heart Foundation i Nordoff-Robbins Music Therapy. Al març del mateix any, la revista Classic Rock va ser el primer mitjà anglès a donar a conèixer la futura reunió entre Status Quo i el seu antic baixista Alan Lancaster, que va comentar que havia reprès les relacions amb els seus antics companys per preparar una futura gira, però que era poc probable per a aquest any. El 20 de setembre de 2010 van ser condecorats per l'organització PRS for Music amb una placa ubicada al The Welcome Inn de Well Hall Road a Eltham, al sud-est de Londres, ja que en aquest recinte van tocar per primera vegada sota el nom de Status Quo el 13 de desembre de 1967. Sis dies després, juntament amb el cor The Cops of Army Music Choir van regravar el tema «In the Army Now» per ser publicat com a senzill, que va incloure lletra nova i que els guanys dels quals van ser donades a les fundacions British Forces Foundation i Help for Heroes.
Al maig de 2011 van llançar el seu vint-i-novè àlbum «Quid Pro Quo», que va assolir el desè lloc a la llista musical britànica, que al seu torn es va convertir en el seu primer treball d'estudi a entrar als top 10 al Regne Unit des de «Don't Stop» de 1996. L'agost del mateix any, van començar a gravar el seu primer documental titulat «Hello Quo!», la direcció del qual va estar a càrrec d'Alan G. Parker i que va ser estrenat als cinemes britànics el 22 d'octubre de 2012. A l'abril del mateix any, a través d'una conferència van anunciar l'enregistrament de la seva primera pel·lícula que va ser filmada durant algunes setmanes a Fiji i que es va titular «Bula Quo!». El film de 90 minuts de durada va ser protagonitzat per ells mateixos i va comptar amb la participació especial dels actors Jon Lovitz, Craig Fairbrass i Laura Aikman. La banda sonora es va anomenar precisament «Bula Quo!», que es va publicar el juny de 2013 com el seu trentè disc d'estudi, només un mes abans que la pel·lícula s'estrenés al Regne Unit.
El 17 de desembre del 2012 Matt Letley va anunciar el seu retir de la formació; el seu últim concert es va celebrar dos dies després a l'O2 Arena de Londres. No obstant, entre març i abril de 2013 va ser convocat novament per als concerts per Austràlia i Mèxic, ja que la formació no va tenir temps per trobar un nou bateria. A principis de març del 2013, Francis Rossi i Rick Parfitt van realitzar una gira de reunió amb Alan Lancaster i John Coghlan amb un parell de concerts per algunes ciutats britàniques, que es va iniciar el 6 de març i va culminar el 17 del mateix mes. D'aquestes presentacions es va enregistrar el DVD i àlbum en viu «Back 2 SQ. 1 - The Frantic Four Reunion 2013», que va arribar fins al lloc 37 al Regne Unit. Al maig de 2013, Leon Cave es va convertir en el nou bateria dels Status Quo. En els últims mesos de 2013, Status Quo es va embarcar en la gira «Bula Quo!», amb el suport d'Uriah Heep en localitats alemanyes, i pels 10cc al Regne Unit. El 25 de novembre de 2013, es va anunciar que els Status Quo encapçalarien la segona etapa del Download Festival el juny de 2014. A l'octubre de 2014 van publicar el seu primer disc unplugged «Aquostic (Stripped Bare)», que va incloure vint-i-cinc dels seus clàssics versionats en rock acústic i que va aconseguir el 5 lloc a la llista britànica, la seva primer top 5 des de «Don't Stop» de 1996.

### Defunció de Rick Parfitt i el present
El juny del 2016 Rick Parfitt va patir un greu atac de cor quan la formació estava a la ciutat turca d'Antalya. A causa de la seva salut, l'equip mèdic i la formació van decidir excloure el guitarrista de les següents presentacions en viu. Finalment, Parfitt va optar per allunyar-se dels escenaris durant la resta del 2016 després d'iniciar un estricte tractament que va incloure la col·locació un desfibril·lador al pit. No obstant, el 24 de desembre del mateix any va morir a Marbella, Espanya, com a conseqüència d'una greu infecció després d'haver estat ingressat en un hospital dies abans per una ferida a l'espatlla. Per cobrir el lloc, va ser contractat el guitarrista irlandès Richie Malone que ja havia substituït Parfitt el 2016.

## Estil musical i comentaris de la crítica

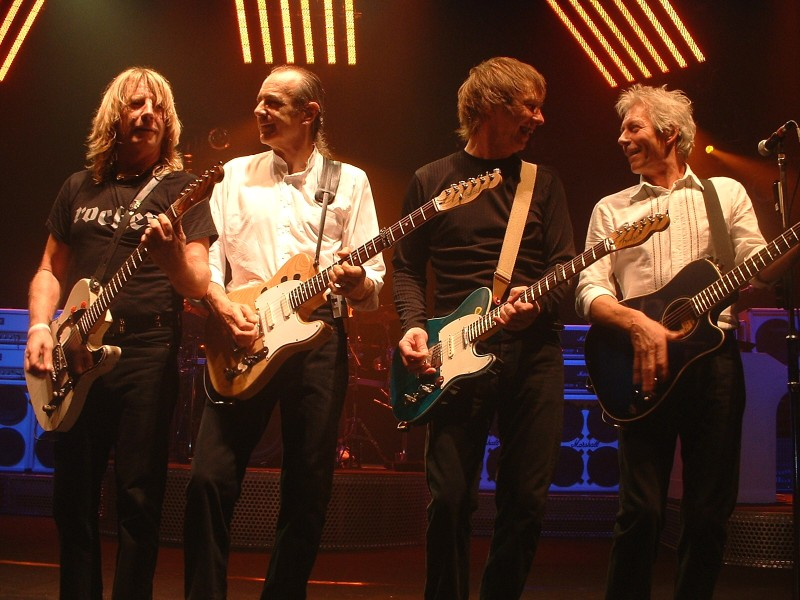
Status Quo a l'escenari del Colston Hall de Bristol el 15 de novembre de 2005 (d'esquerra a dreta: Rick Parfitt, Francis Rossi, John 'Rhino' Edwards i Andrew Bown).

Amb poc més de seixanta anys d'història des de la seva fundació el 1962, Status Quo ha tocat una infinitat de subgèneres musicals. No obstant això, majoritàriament són coneguts per la seva boogie rock, que es veu a cançons simples amb ritmes de 4/4 i per l'ús de tres acords. Per mantenir-se vigents durant tots aquests anys, la banda va explorar certs elements de les tendències musicals que sorgien a cada dècada. Per exemple, durant les primeres produccions es van involucrar amb el rock, el beat i el pop psicodèlic que es considera com la seva etapa més innovadora. En la dècada dels setanta es van encaminar cap al hard rock, blues rock, boogie woogie, boogie rock i rock and roll gràcies a la interacció creativa de les guitarres de Rossi i Parfitt. A més a més, també van enregistrar cançons lligades al Folk-rock i country rock i en casos molt especials van incloure elements de la  música àrab i celta, com per exemple en el tema «Gerdundula» de 1971 i certs tocs de heavy metal a «Mystery Song» de 1976.Aquesta varietat musical també es veu reflectida en algunes balades com «Living on an Island» i «Rock 'n ' Roll», que irònicament és la cançó menys roquera que mai van enregistrar.
A partir de 1970, van recuperar en gran manera la projecció directa i autèntica del rock and roll de Chuck Berry, però també es van obrir cap al hard rock, sent considerats com un exponent d'aquest gènere a Europa. Tanmateix, a diferència del resta de les agrupacions de rock dur, van mantenir la senzillesa en les lletres amb l'objectiu d'entretenir el públic. Aquesta unió de gèneres musicals els va permetre desenvolupar un estil particular que d'acord amb Filippo Cassacia de la revista Rolling Stone, els va posicionar com una formació transversal dins de la música rock.

## Gires i concerts
Status Quo ha realitzat un total de carrera d'almenys 3700 concerts documentats a setembre de 2022. Després de l'addició dels primers concerts indocumentats i diverses actuacions perdudes, és probable que el total de concerts sigui més gran i la formació estima que supera els 6.000, amb una audiència de més de 25 milions de persones. La formació ha realitzat més d'un centenar de concerts en un sol any en diverses ocasions, amb el pic registrat de 144 (1971) que dona com a resultat d'un espectacle en directe cada 2,5 dies. La formació va calcular que després de 48 anys d'activitat de gira, havien "fet unes quatre milions de milles i van passar 23 anys fora de casa". Amb les úniques excepcions de 1980 i 1985, Status Quo es va embarcar en gires multinacionals cada any entre 1968 i 2019 (principalment a Europa, tot i que han visitat tots els continents poblats). El 2020 i el 2021 la formació va fer un descans complet de gires, inclosa la cancel·lació de la gira de l'àlbum «Backbone», en gran part per l'esgotament, en part a causa de les restriccions imposades per la resposta global a la COVID-19. A partir del 2022 tornen de gira amb dates addicionals afegides a la gira «Out Out Quoing» del 2022.

## Membres

### Membres en l'actualitat

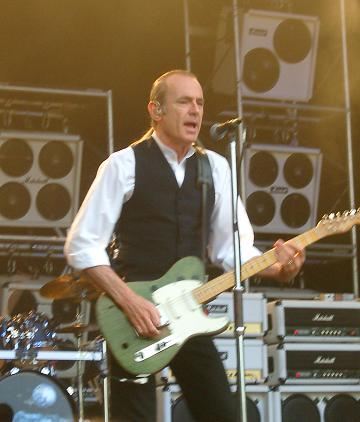
Francis Rossi veu i guitarra solista (1962-actualitat)
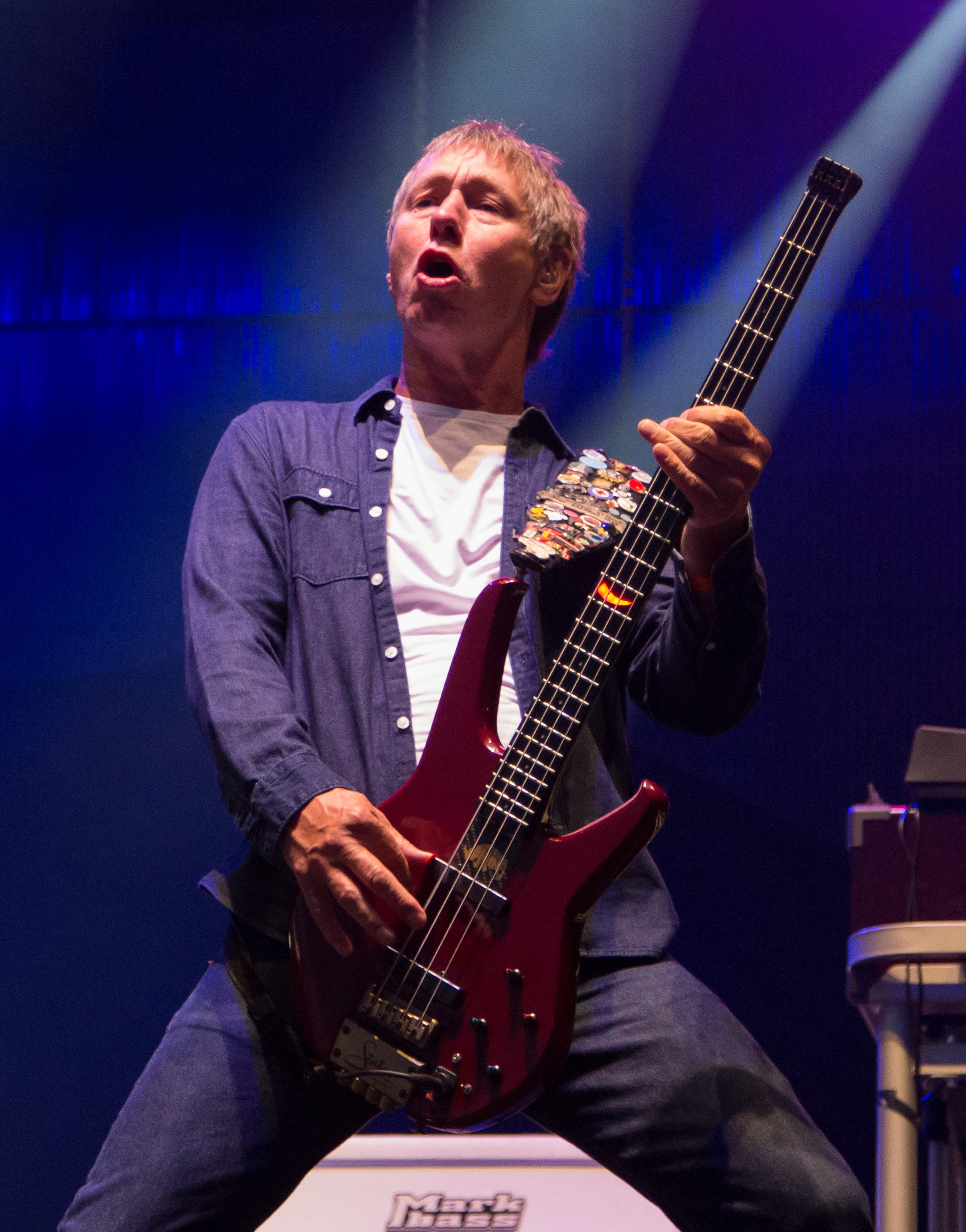
John Edwards baix i cors (1986-actualitat)
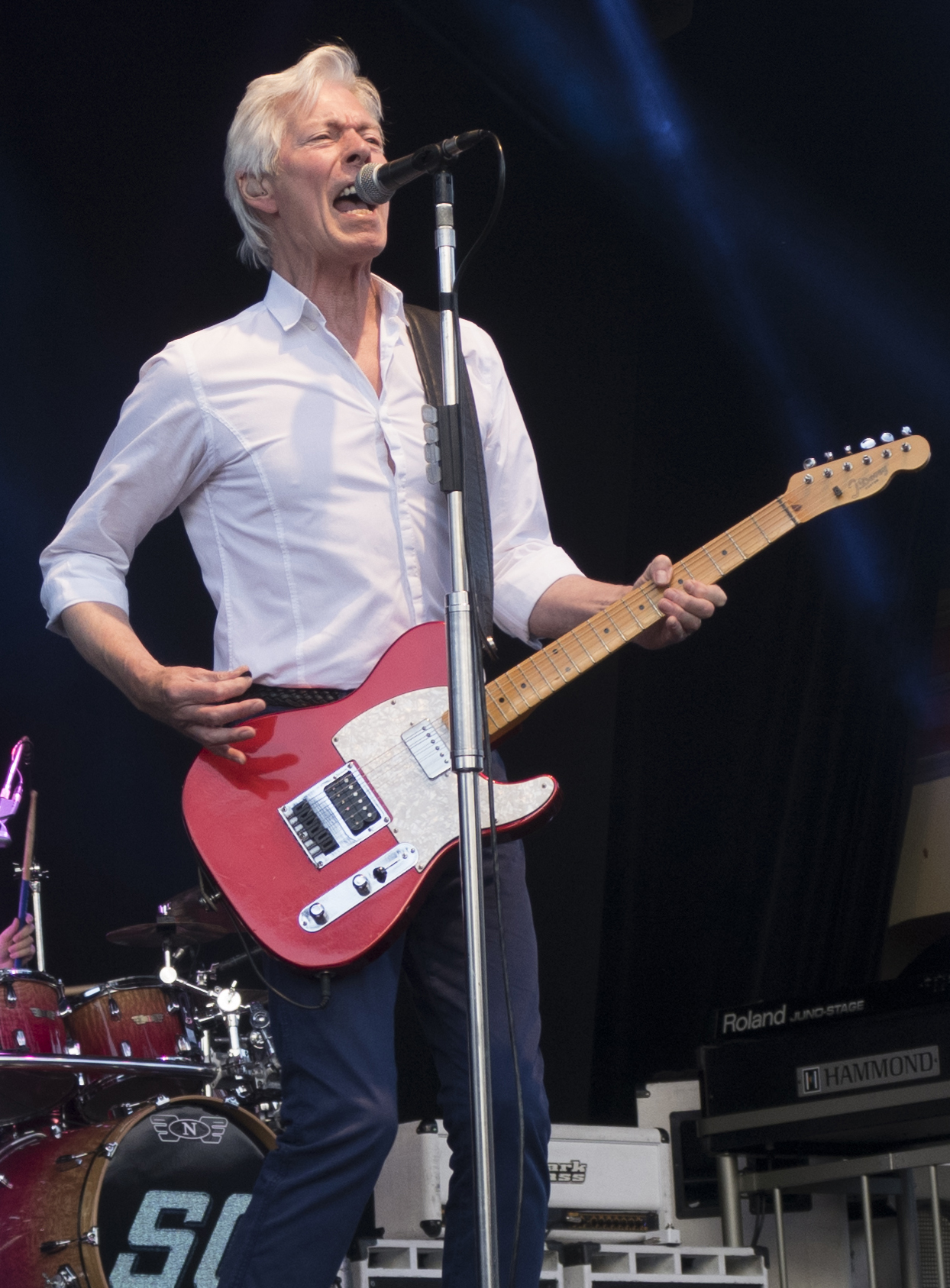
Andy Bown teclats, harmónica, piano, guitarra i cors (1976-actualitat)
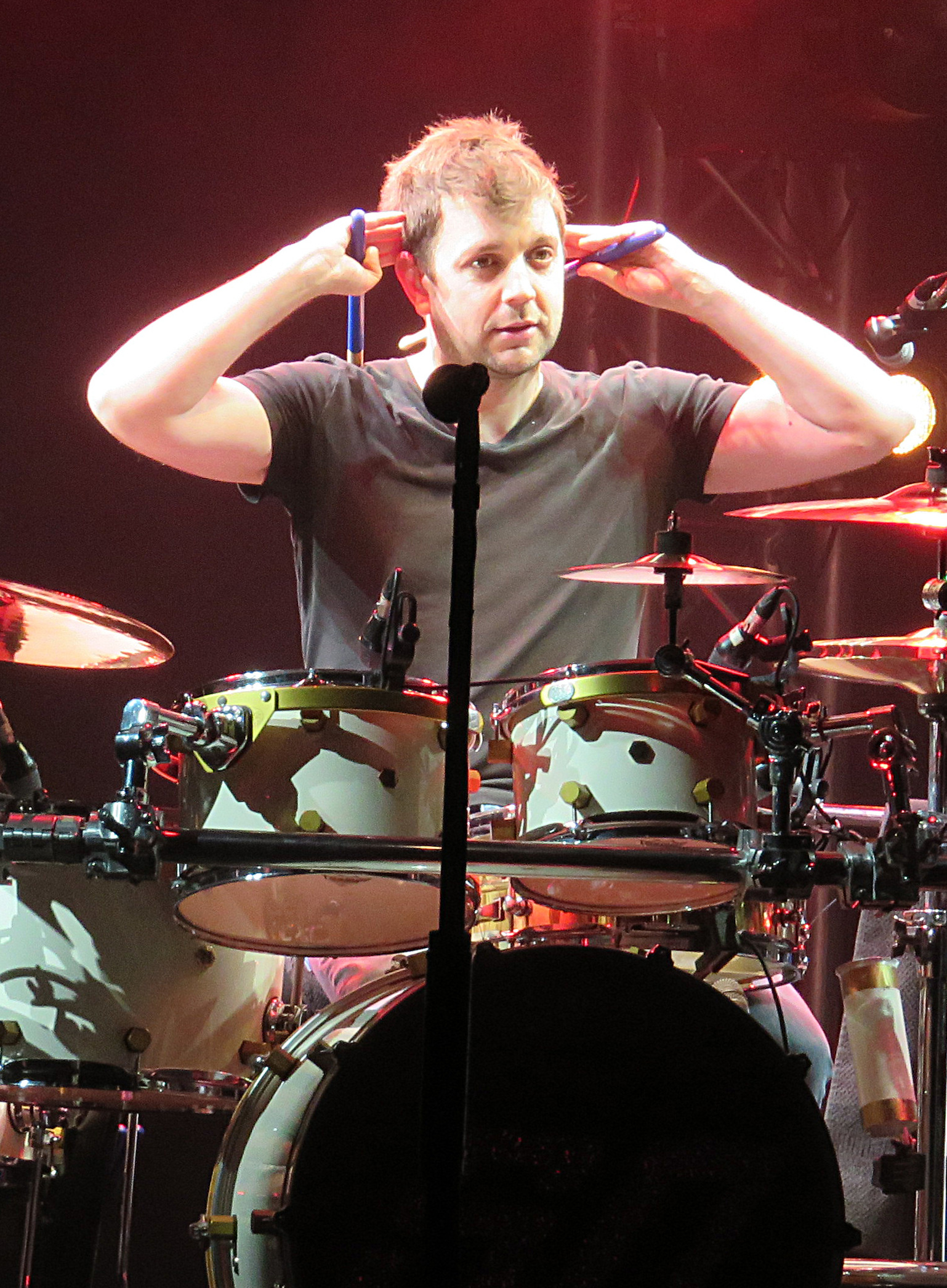
Leon Cave bateria i percussió (2013-actualitat)
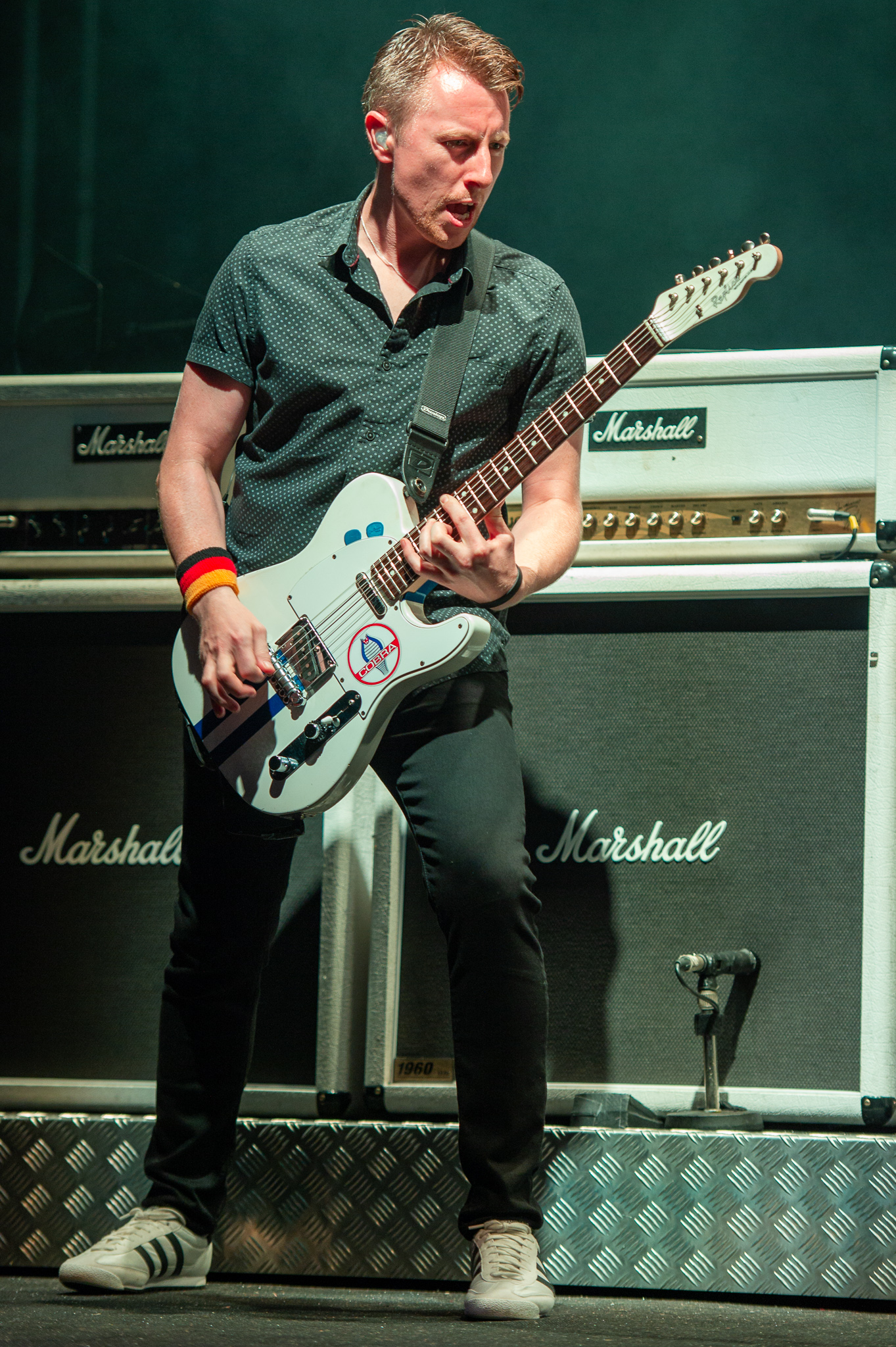
Richie Malone guitarra rítmica i cors (2016, 2017-actualitat)

| - Rick Parfitt - guitarra rítmica, veu (1967–2016; † 2016) - Alan Lancaster - baix, veu (1962-1985; reunió - 2013-2014; † 2021) - John Coghlan – bateria, percussió (1963–1981; reunió – 2013–2014) - Roy Lynes - teclats, veu (1965-1970) - Pete Kircher - bateria, percussió, veu (1981-1985) - Jeff Rich - bateria, percussió (1985–2000) - Matt Letley - bateria, percussió, veu (2000-2013) - Jess Jaworski - teclats (1962–1965; † 2014) - Alan Key - bateria, percussió (1962-1963) | - Bob Young: harmònica (1970-1979, reunió; 2013-2014) - Paul Hirsch: teclats, guitarra rítmica i harmònica (2000-2002) - Freddie Edwards: guitarra rítmica (2016) |

## Discografia
- Discografia detallada dels Status Quo.

### Àlbums d'estudi
| - Picturesque Matchstickable Messages from the Status Quo (1968) - Spare Parts (1969) - Ma Kelly's Greasy Spoon (1970) - Dog of Two Head (1971) - Piledriver (1972) - Hello! (1973) - Quo (1974) - On the Level (1975) - Blue for You (1976) - Rockin' All Over the World (1977) - If You Can't Stand the Heat... (1978) - Whatever You Want (1979) - Just Supposin' (1980) - Never Too Late (1981) - 1+9+8+2 (1982) - Back to Back (1983) - In the Army Now (1986) | - Ain't Complaining (1988) - Perfect Remedy (1989) - Rock 'til You Drop (1991) - Thirsty Work (1994) - Don't Stop (1996) - Under the Influence (1999) - Famous in the Last Century (2000) - Heavy Traffic (2002) - Riffs (2003) - The Party Ain't Over Yet (2005) - In Search of the Fourth Chord (2007) - Quid Pro Quo (2011) - Bula Quo! (2013) - Aquostic – Stripped Bare (2014) - Aquostic II – That's a Fact! (2016) - Backbone (2019) |